# Proboscidipparion
Proboscidipparion es un género extinto de mamífero équido, pariente de los actuales caballos, que vivió en Eurasia durante el Plioceno, alrededor de 7.1 - 4 millones de años. Los fósiles han sido encontrados en toda Eurasia desde Inglaterra a China.